# Chris Smalling
Christopher "Chris" Lloyd Smalling (Londres, 22 de novembro de 1989) é um futebolista inglês que atua como zagueiro. Atualmente joga pelo Al-Fayha.

## Carreira

### Manchester United
Foi revelado pelo Maidstone United, onde atuou profissionalmente apenas na temporada 2007–08. Em 2008 chegou ao Fulham. Em janeiro de 2010, o Manchester United o contratou para incorporação em julho.
Com a camisa dos Diabos Vermelhos, realizou uma grande partida no dia 7 de abril de 2018, em um clássico contra o Manchester City pela Premier League. Na ocasião, Smalling marcou o gol que definiu a vitória de 3 a 2 para o United no Etihad Stadium. Posteriormente teve outra grande atuação após anular o atacante Kylian Mbappé, do PSG, no jogo de volta das oitavas de final da Liga dos Campeões de 2018–19, que terminou com vitória e a classificação do United por 3 a 1 no Parc des Princes.

### Roma
No dia 30 de agosto de 2019, foi emprestado a Roma por uma temporada. No dia 24 de novembro, contra o Brescia, pelo Campeonato Italiano, se destacou ao marcar um gol e dar duas assistências na vitória romanista por 3 a 0.

### Al-Fayha
Em 2 de setembro de 2024 assinou com o clube saudita Al-Fayha.

## Seleção Inglesa
Estreou pela Seleção Inglesa principal no dia 2 de setembro de 2011, contra a Bulgária. Foi convocado por Roy Hodgson para defender a Inglaterra na Copa do Mundo de 2014 e atuou somente na última partida, no empate de 0 a 0 contra a Costa Rica.
Marcou seu primeiro gol num amistoso contra Portugal, no dia 2 de junho de 2016.

## Títulos
Manchester United
- Campeonato Inglês: 2010–11, 2012–13[11]
- Supercopa da Inglaterra: 2011,[12] 2013
- Copa da Inglaterra: 2015–16[13]
- Copa da Liga Inglesa: 2016–17
- Liga Europa da UEFA: 2016–17

AS Roma
- Liga Conferência: 2021–22

### Prêmios Individuais
- Melhor equipe da Eurocopa Sub-21: 2011
- Melhor jogador do ano escolhido pelo elenco: 2015–16[14]
- Equipe ideal da Liga Europa da UEFA: 2022–23